# Karl Sondermann

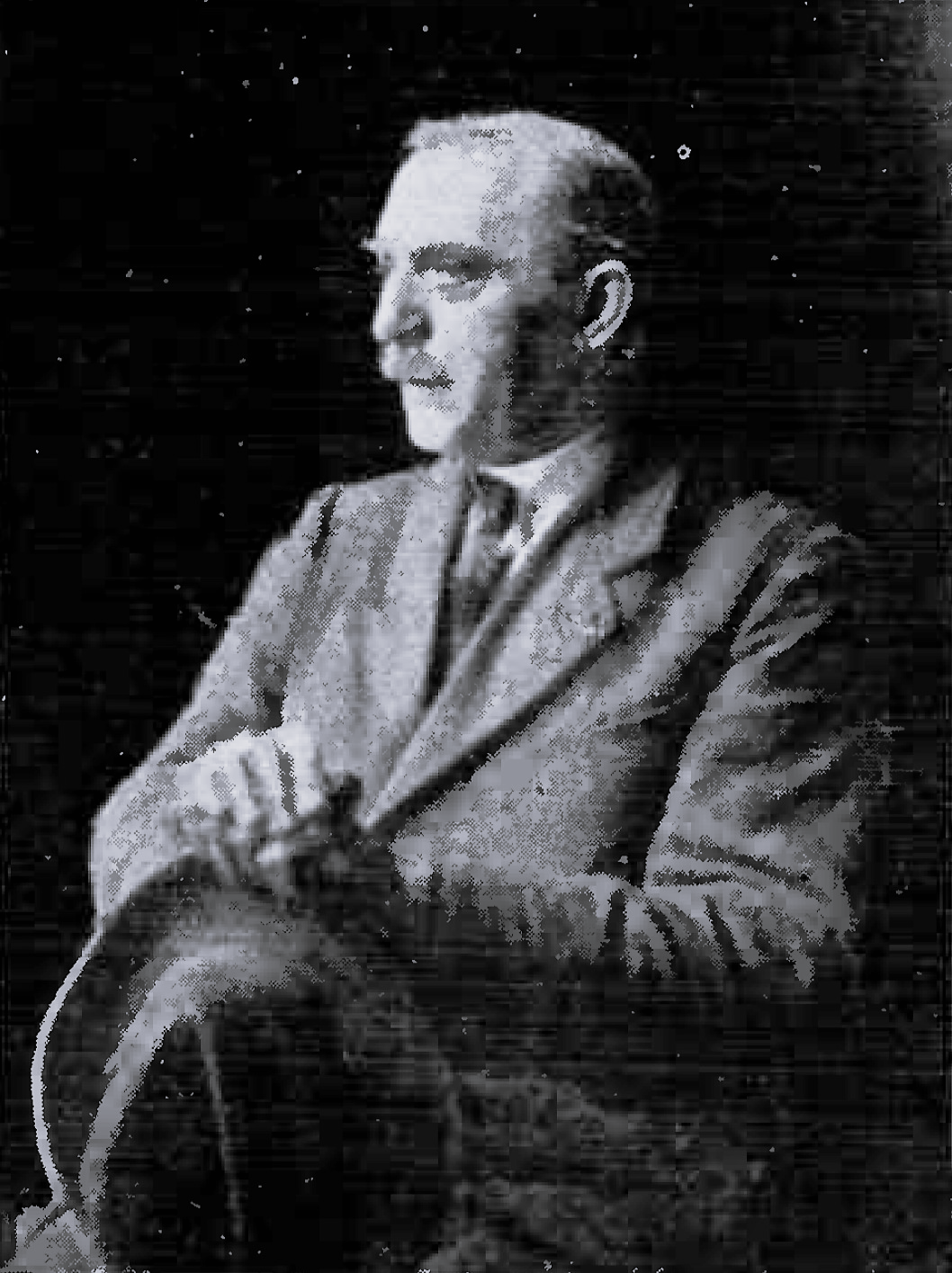
Karl Sondermann

Wilhelm Hermann Karl Sondermann (* 29. August 1862 in Düsseldorf; † 8. Januar 1926 in Lübeck) war Zeichenlehrer und Kunstmaler.

## Leben

### Herkunft
Karl wurde als Sohn des in der Düsseldorfer Jägerhofstraße wohnenden und dem Künstlerverein Malkasten angehörenden Malers Hermann Sondermann geboren und wuchs dort auf.

### Laufbahn
Schon früh stand auch für ihn aufgrund seiner sich äußernden Begabung fest, dass auch er die Künstlerlaufbahn einschlagen würde.

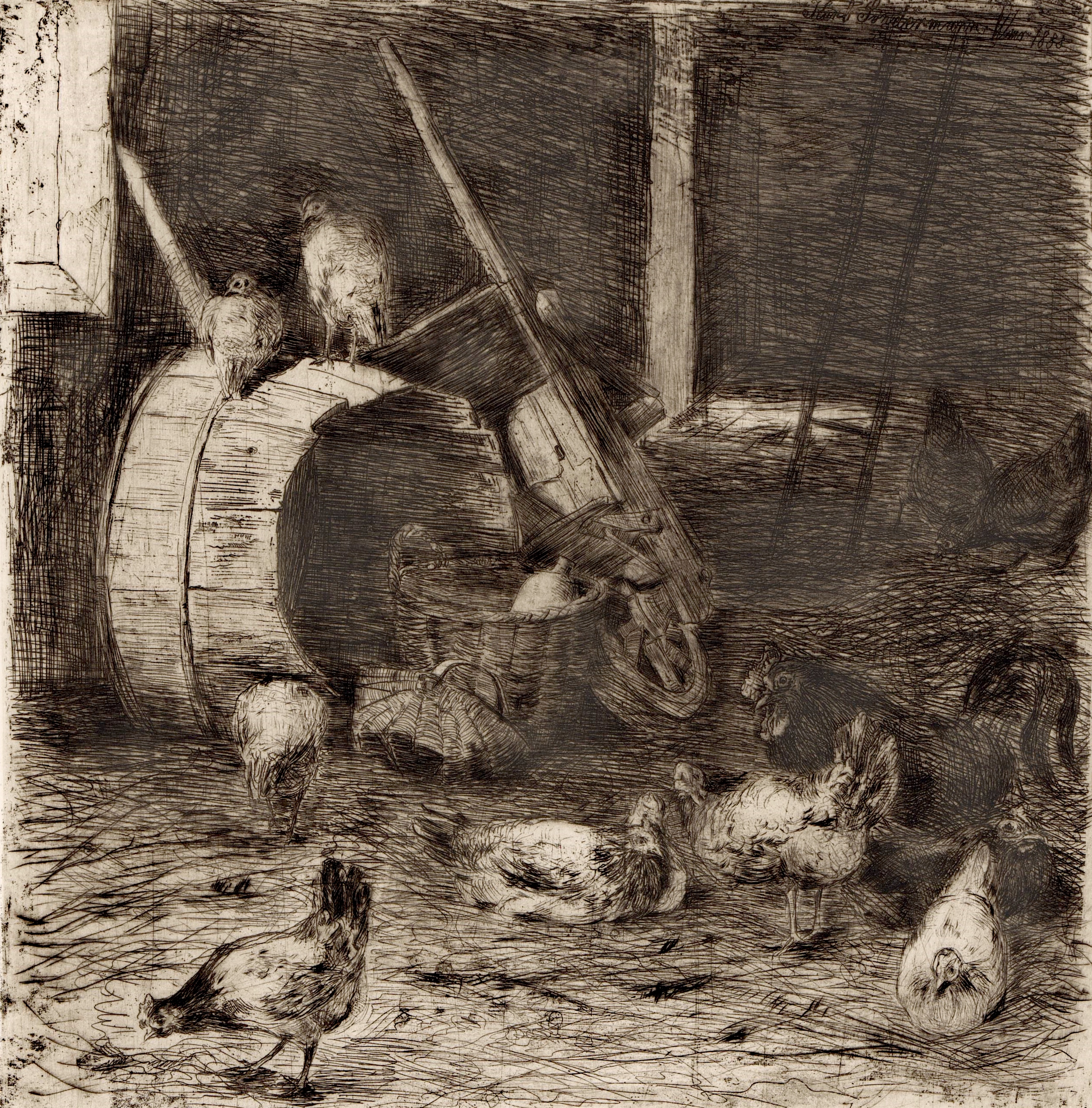
Radierung: Scheune mit Hühnern

Nach dem Besuch des Gymnasiums studierte Sondermann zwischen 1880 und 1887 bei Hugo Crola, Heinrich Lauenstein, Peter Janssen der Ältere und Eduard von Gebhardt an der Königlichen Kunst-Akademie in Düsseldorf. Hiernach studierte er bei Albert Brendel an der Großherzoglich-Sächsischen Kunstschule in Weimar. Er wurde mit einem Stipendium der Karl-Alexander-Stiftung ausgezeichnet. Er war Mitglied des Weimarer Radiervereins. Die nebenstehende Radierung aus dem Jahr 1888 befindet sich heute im Rijksmuseum Amsterdam.
Während seines Studiums folgte er in der Garnison als Einjährig-Freiwilliger seiner militärischen Dienstpflicht beim Niederrheinischen Füsilier-Regiment Nr. 39. Während des Jahres wurde er zum überzähligen Gefreiten, 1889 zum überzähligen Unteroffizier und ein Jahr später Reserveoffiziers-Aspirant. Seit dem 1. April 1898 gehörte er dem 2. Aufgebot der Landwehr an.
Sondermann trat am 9. April 1891 in Erfurt am Königlichen Gymnasium als Zeichenlehrer in den Öffentlichen Schuldienst. 1893 wechselte er an das Realgymnasium. Als er am 24. Dezember 1895 im Kolloquium in Berlin erfolgreich seine staatliche Zeichenlehrerprüfung ablegte, begann sein Besoldungsdienstalter am 1. April 1895. Seine einst in Erfurt angelegte Schmetterlingssammlung sollte er 1905 dem Museum am Dom in Lübeck schenken.
Als Maler und Zeichenlehrer war er an 1892 nebenamtlich an der Städtische Fortbildungsschule tätig. Mit ihrer Eröffnung 1898 verlagerte sich seine dortige Tätigkeit an die Handwerker- und Kunstgewerbeschule.

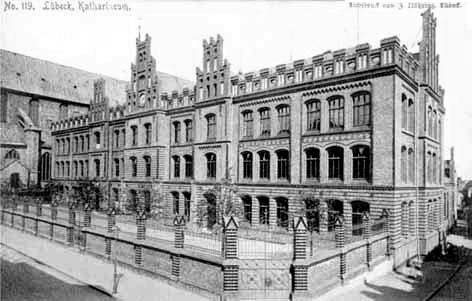
Katharineum

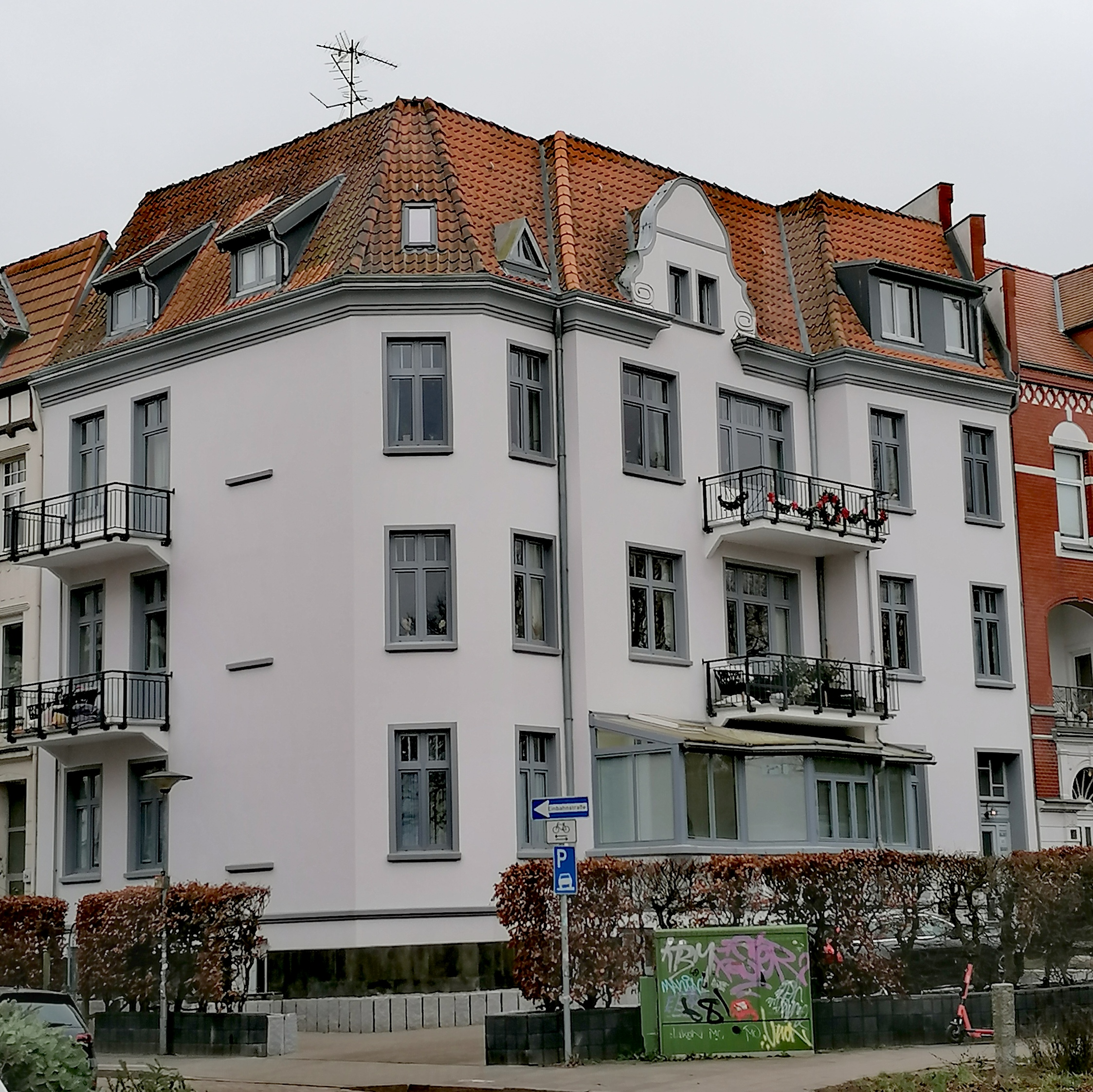
Falkenstraße 14, II., einstiger Wohnsitz Sondermanns

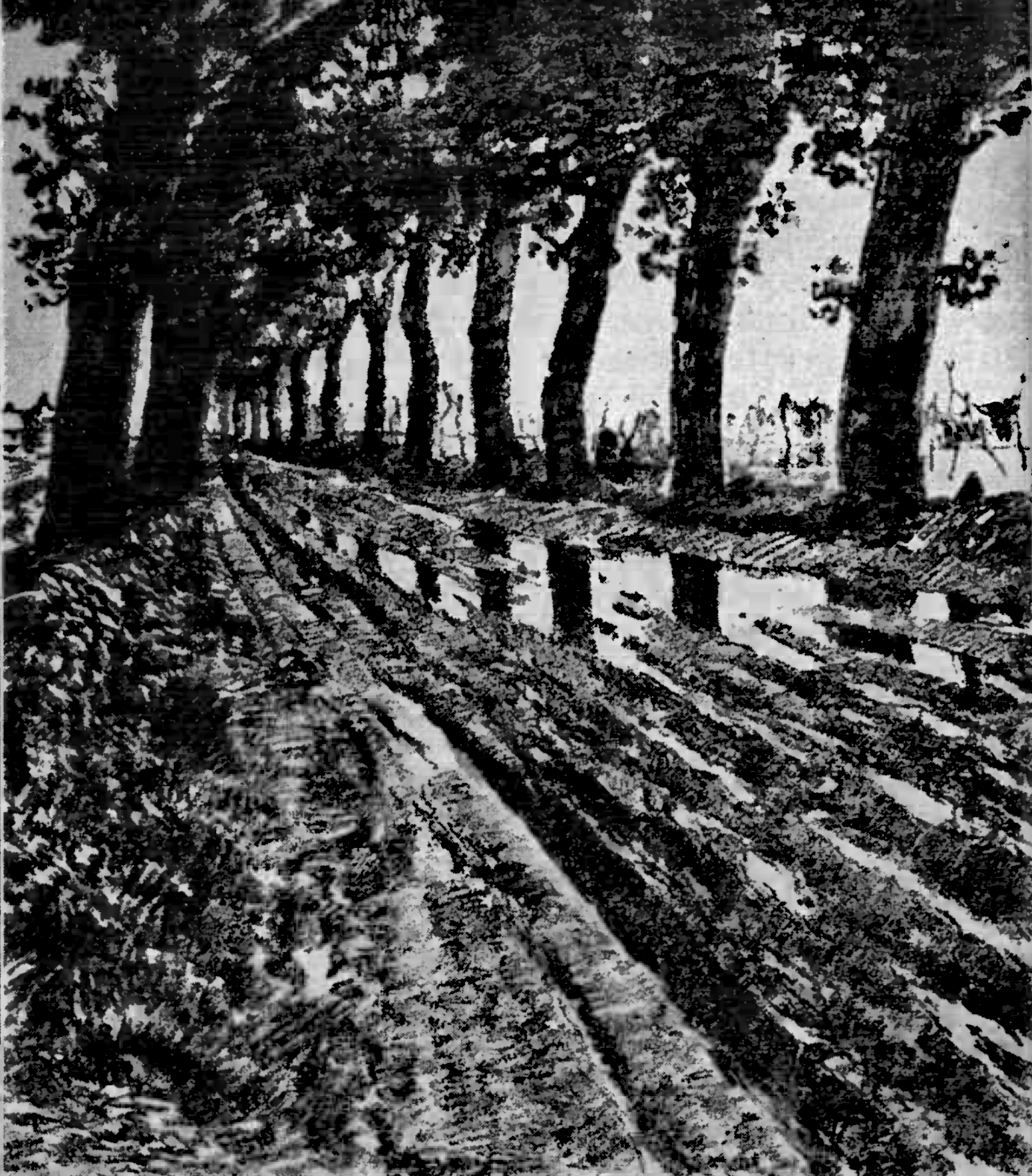
Regenwetter an der Ostsee, Steinzeichnung

Zum 1. April 1904 wurde Sondermann als Zeichenlehrer und Kunstmaler ans Katharineum, wo er später die Amtsbezeichnung „Oberzeichenlehrer“ erhalten sollte, der damals noch Freien und Hansestadt Lübeck berufen. Im Direktorenzimmer befinden sich von ihm gezeichnete und der Schule gestifteten Direktorenbildnisse.
Sondermanns kunstpädagogisches Wirken erwies sich für die Stadt als „segensreich“. Er war der Erste, der die Schüler in die altertümlichen Straßen der Stadt und in die Natur hinaus führte. Dort lehrte er sie sehen, schauen und das Beobachtete mit dem Zeichenstift wiederzugeben. Teilnehmer an seinem „freiwilligen Zeichenunterricht“ wurden darüber hinaus künstlerisch angeregt und gefördert. Manchem späteren bildenden Künstler, wie Erich Dummer, erteilte er den ersten entscheidenden Zeichenunterricht. Jenen Unterricht wusste er besonders fesselnd zu gestalten.
Für Sondermanns Kunst war zunächst die Düsseldorfer Schule, welche in der Landschaft ihr Hauptgebiet sah, bestimmend. Gerne ging er auch später bei seinen jährlichen malerischen Exkursionen, welche er bis in sein letztes Lebensjahr durchführte, in die verträumten Hügelschönheiten nach Mitteldeutschland. Wie schon sein Vater war er Mitglied der Willingshäuser Malerkolonie. Er besuchte die Schwalenberger Malerkolonie und arbeitete in der Künstlerkolonie Gothmund. Nach Lübeck übergesiedelt, entdeckte er die norddeutsche Landschaft für sich. Er fand seine Motive an den Ufern der Wakenitz und auch die Ostseeküste bei Scharbeutz zog ihn immer wieder an. Er produzierte nicht schnell. neben seiner Berufsarbeit reifte sein Werk zwar langsam, doch dann waren es künstlerisch durchgebildete Aquarelle.
Als Sondermann 1914 in England das Grab seines bei einem Schiffsuntergang ertrunkenen Sohnes besuchte, brach der Erste Weltkrieg aus. Er wurde interniert und war bis 1917 in englischen Gefangenenlagern. Seines vorgerückten Alters wegen, konnte er 1917 nach Lübeck zurückkehren. Seine im Internierungslager angefertigten Studien geben niedergedrückte Jahre wieder.
Im Künstlerleben der Hansestadt spielte Sondermann eine nicht zu unterschätzende Rolle. Sein Wesen, er verschloss sich dem Neuen in der Kunst nicht, war stets auf den Ausgleich der bestehenden Gegensätze gerichtet. Er war Gründungsmitglied im Verein Lübecker bildender Künstler und erfreute sich des Vertrauens aller, sonst in viele Gruppen aufgespaltenen, bildenden Künstler. Als Mitglied der „Vereinigung Lübecker Künstler“ wurde 1925 deren Schriftführer. Für die 1925er Weihnachtsausstellung, die alle Lübecker Künstler vereinigte, von der Overbeck-Gesellschaft im Behnhaus verkörperte er die Jury. Von ihm hing auf ihr ein größeres Gemälde einer Felderlandschaft, deren kräftige und lockere Malerei des Himmels und des Mittelgrundes auffiel. Der Vorschlag der Gesellschaft auch von ihm im Rahmen des Ganzen eine kleine Kollektivausstellung seiner besten Arbeiten vorzubereiten, lehnte er mit der Begründung ab, dass seine Werke, da er nicht üppig produziere, lieber zur Sommerausstellung Lübecker Künstler aufheben wolle. Dazu sollte es jedoch nicht mehr kommen.
Carl Georg Heise, zu jener Zeit Direktor des Behnhauses, fasste nach Sondermanns Ableben den Beschluss schnellstmöglich ebenfalls im Munchraum eine Gedächtnisausstellung zu veranstalten und beauftragte Dummer mit der Zusammenstellung. Am 17. Juni 1926 wurde sie eröffnet.
Seine Einäscherung fand am 12. Januar 1926 im Krematorium der Vorwerker Friedhofs statt.

### Unglück
Am 8. Januar 1926 ging Sondermann auf der linken Seite die Hüxstraße herunter und wollte diese bei dem heute nicht mehr existierenden Haus der Wagenlackiererei Brede überqueren. Ein Fahrradfahrer kam ebenfalls die Straße Richtung Hüxtertorbrücke heruntergefahren. Ein Straßenbahnwagen der Linie 11, Marli-Hansastraße, fuhr in die Stadt.
Als der zwischen den Straßenbahnschienen fahrende Radfahrer der entgegenkommenden Straßenbahn ausweichen wollte, fuhr er Sondermann von hinten an und beide stürzten. Der Wagenführer der in diesem Augenblick nur wenige Meter entfernten Straßenbahn bremste, doch kamen beide unter dem Wagen zu liegen. Während der Radfahrer wieder hervorkriechen konnte, geriet Sondermann unter die Räumer (Schutzbrett) des Wagens. Nach den Worten des kurz danach an der Unglücksstelle erschienenen Arztes Philipp Pauli war er nach dem Überfahren sofort besinnungslos und verstarb an seinen Quetschungen.
Da eine Bergung des Verunglückten nur durch die Hebung des Straßenbahnwagens möglich war, leitete die alarmierte Feuerwehr sofort die Bergungsarbeiten ein.
Infolge der großen Menschenansammlung räumte die Polizei die Straße von der Mauer bis zur Schlumacherstraße und sperrte sie für jeglichen Verkehr. Als der Wagen nach etwa 15 Minuten durch Winden gehoben wurde, konnte der Tote unter dem Wagen hervorgeholt werden.
Nach übereinstimmenden Aussagen von Augenzeugen traf den Straßenbahnführer keine Schuld. Da bei dem Radfahrer die Schuldfrage noch nicht geklärt werden konnte, stellte man seine Personalien fest.

### Familie
Sondermann hatte mit Amelie, geborene Müller, genannt Meli neben dem auf See gebliebenen Sohn noch drei weitere Kinder.
- der Bankbeamte Hans Jürgen und Anneliese, beide lebten 1926 noch zu Hause
- die in die Familie Rischau eingeheiratete Tochter

## Werke
- 6 Radierungen für die große Radierungsausstellung in Düsseldorf, 1899
- Landschaften im Weimarschen Kunstverein

## Auszeichnungen
- Landwehr-Dienstauszeichnung II. Klasse, 22. März 1898[10]

## Verweise